# Sacred and Profane Tour
The Sacred and Profane Tour er en verdensturné af det amerikanske rockband Smashing Pumpkins. Det var bandets femte verdensturné og til fordel for studiealbummet MACHINA/the Machines of God, der blev udgivet i februar 2000. Verdensturnéen varede fra 8. april 2000 til 14. november 2000. Inden verdensturnéen officielt startede, tog Smashing Pumpkins på en mindre turné – Resume the Pose Tour – i starten af 2000, hvor bandet spillede på mindre klubber og i pladeforretninger. 
Verdensturnéen bestod af 91 koncerter i 85 byer fordelt på 19 lande. Koncerterne fandt sted i Nordamerika, Europa, Asien og Afrika. Bandet bestod af Billy Corgan, James Iha, Melissa auf der Maur og Jimmy Chamberlin. 
Mod slutningen af verdensturnéen kom Smashing Pumpkins forbi Valbyhallen i København, hvor bandet gav koncert d. 27. oktober 2000. Det var bandets syvende koncert på dansk jord og den sidste indtil 2007. 

## Sange
Eftersom verdensturnéen blev foretaget i forbindelse med udgivelsen af MACHINA/the Machines of God, spillede bandet primært sange fra det nye album. De mest spillede sange var "Heavy Metal Machine", singlerne "The Everlasting Gaze", "Stand Inside Your Love", samt "Glass and the Ghost Children" og "Blue Skies Bring Tears". Midt på turnéen udgav Smashing Pumpkins MACHINA II/Friends and Enemies of Modern Music til fri download på internettet. Fra gratisalbummet blev "If There Is a God", "Glass' Theme" og "Speed Kills" blandt de mest spillede.
Fra bandets tidligere album spillede bandet flest gange "Today" og "Cherub Rock" fra Siamese Dream, "Bullet with Butterfly Wings" og "Tonight, Tonight" fra Mellon Collie and the Infinite Sadness og "To Sheila", "Ava Adore" og "Blank Page" fra Adore. Den mest spillede b-side var James Iha-nummeret "Blew Away" fra Pisces Iscariot. Bandets to coverversioner af David Essex' "Rock On" og Talking Heads' "Once in a Lifetime" blev også spillet flittigt. 

### De 10 mest spillede sange
| Sang                           | Antal koncerter | Udgivelse                              |
| ------------------------------ | --------------- | -------------------------------------- |
| "Heavy Metal Machine"          | 90              | MACHINA/the Machines of God            |
| "The Everlasting Gaze"         | 89              | MACHINA/the Machines of God            |
| "Stand Inside Your Love"       | 88              | MACHINA/the Machines of God            |
| "Glass and the Ghost Children" | 87              | MACHINA/the Machines of God            |
| "Bullet with Butterfly Wings"  | 85              | Mellon Collie and the Infinite Sadness |
| "Blue Skies Bring Tears"       | 81              | MACHINA/the Machines of God            |
| "To Sheila"                    | 81              | Adore                                  |
| "Rock On"                      | 80              | Judas O                                |
| "I of the Mourning"            | 78              | MACHINA/the Machines of God            |
| "Today"                        | 70              | Siamese Dream                          |

## Bandet
- Billy Corgan (sang, guitar)
- James Iha (guitar)
- Jimmy Chamberlin (trommer)
- Melissa auf der Maur (bas)
- Mike Garson (klaver) (37 koncerter)
- Chris Holmes (keyboard) (37 koncerter)

## Koncerten i Valbyhallen d. 27. oktober 2000
Koncerten i Valbyhallen var bandets syvende koncert i Danmark. Den varede cirka to timer. Det var den anden Smashing Pumpkins-koncert på dansk jord i 2000, eftersom bandet havde afgivet koncert i Cirkusbygningen i januar.
Koncerten var ment som den sidste Smashing Pumpkins-koncert i Danmark, da bandet havde planer om at gå i opløsning efter afskedskoncerten d. 2. december 2000. I 2007 vendte Smashing Pumpkins dog tilbage med et nyt studiealbum og spillede i Store Vega samme år. Et halvt år efter gav bandet igen koncert i Valbyhallen. 
Koncerten var nær blevet afbrudt, da der blev hældt øl i noget af bandets udstyr. Da det så ud til, at koncerten ikke kunne fortsætte, tog Billy Corgan en akustisk guitar frem og fortsatte koncerten alene, hvilket gjorde koncerten helt enestående. Efter nogle sange havde teknikerne fået udstyret til at virke igen, og koncerten kunne fortsætte som planlagt. 

### Bandet
- Billy Corgan (sang, guitar)
- James Iha (guitar)
- Jimmy Chamberlin (trommer)
- Melissa auf der Maur (bas)
- Mike Garson (klaver)
- Chris Holmes (keyboard)

### P3's optagelse af koncerten
P3 optog koncerten og spillede den i sin helhed i sommeren 2001 i programmet P3 Live. Efter utallige ønsker fra lyttere blev koncerten, som den første i programmets historie, genudsendt på P3 i november 2001. 
Da bandets udstyr gik i stykker midt i andet sæt stoppede P3 dog båndene, og da Billy Corgan så gik på scenen alene, blev båndene først startet, da han spillede "Tonight, Tonight". Dermed gik P3-lyttere glip af "Heavy Metal Machine", "Rock On" og "Disarm". 

### Download kopi
Koncerten fra Valbyhallen i 2000 kan downloades gratis på Live Music Archive.